# Kanton Verdun-sur-Garonne
Kanton Verdun-sur-Garonne (francouzsky Canton de Verdun-sur-Garonne) je francouzský kanton v departementu Tarn-et-Garonne v regionu Midi-Pyrénées. Tvoří ho devět obcí.

## Obce kantonu
- Aucamville
- Beaupuy
- Bouillac
- Bourret
- Comberouger
- Mas-Grenier
- Saint-Sardos
- Savenès
- Verdun-sur-Garonne